# ثعلب أفغاني
الثعلب الأفغاني، ومن أسمائه الأخرى ثعلب بلاندفورد، الثعلب الكلبي، الثعلب الوقور، وثعلب السهوب، ثعلب صغير الحجم يتواجد في بعض المناطق في الشرق الأوسط ويحتمل وجوده في أخرى. يعرف بأن الثعلب الأفغاني ينتشر من بلاد الشام حتى أفغانستان مرورا بإيران، باكستان، تركستان، عُمان، الإمارات، والسعودية، ويعتقد بأن الجمهرات المختلفة في هذه الدول منفصلة عن بعضها ولا تحتك فيما بينها. يفترض بعض العلماء أن لهذه الثعالب موطن أوسع من الموطن المعروف ويشمل إلى جانب هذه الدول إرتريا، السودان، مصر، واليمن.
تعيش الثعالب الأفغانية في السهوب والجبال شبه الجافة، وهي تفضل السكن في المناطق الوعرة ذات الأجراف الصخرية والمنحدرات والوديان، وكان يعتقد بالسابق أنها تتفادى المناطق المنخفضة الحارة كما المناطق العالية الأكثر برودة، غير أنه تمّت مشاهدتها بالقرب من البحر الميت في فلسطين حيث ظهر أنها تعيش في المناطق الزراعية التي يزرع فيها بعض أنواع الفاكهة مثل البطيخ، البصيل الأسليّ الروسي، والعنب العديم البذور.
يمكن أن توجد الثعالب الأفغانية حتى علوّ 2000 متر (6560 قدم)، ويبدو بأن أهم المظاهر التي ينبغي أن تتواجد في مسكن هذه الحيوانات هي ضفاف الجداول الجافّة لأن الحجارة الكبيرة فيها تؤمن للثعالب جحورا لتربية صغارها خلال موسم الولادة.
تتميّز هذه الثعالب عن غيرها بأن بعض عاداتها شبيهة بعادات الهررة (مثل عادتها تسلّق الأشجار للهروب من أي خطر)، وحتى شكلها يُشابه شكل بعض السنوريات الصغيرة، أما باقي عاداتها مثل التناسل فمماثلة لعادات الثعالب الأخرى (أحادية التزاوج، تكتفي بشريك واحد طيلة حياتها).
إن معظم المعلومات المتعلقة بعادات وسلوك هذه الحيوانات تم الحصول عليها من دراسات أجريت في إسرائيل، ولا يزال يجب الحصول على معلومات وافرة عن عادات الثعلب الأفغاني في الدول الأخرى المجاورة، بالإضافة للمزيد من الفهم للمخاطر التي يواجهها في القسم الشرقي من موطنه، مما قد يُشجع تلك الدول على زيادة أو فرض الحماية على هذا النوع الفريد من الثعالب.

## الوصف
الثعلب الأفغاني حيوان صغير الحجم ذو آذان كبيرة وذيل طويل كثّ، ويتراوح وزن هذه الحيوانات بين 1.5 و3 كيلوغرامات، ويصل طول جسدها من الرأس إلى الذيل إلى ما بين 70 و90 سنتيمترا. يتشابه كلا الذكر والأنثى في الشكل، حيث يكون الخطم نحيل أما الحركات والشكل فشبيهة بتلك التي للقطط، ويكون لون هذه الثعالب أسود أو بني أو رمادي أو حتى أبقع في بعض الأحيان، ويكون الجانبين أبهت لونا من الظهر الذي يحمل خطّا أسود على طوله، أما الجانب السفلي فأصفر اللون، كما ويكون طرف الذيل قاتما في العادة إلا أنه يمكن أن يكون أبيض اللون. تكون قوائم الذكور الأمامية وأجسادها أكبر حجما من تلك التي للإناث بما تتراوح نسبته من 3 إلى 6%.

## السلوك والعادات
ثعالب بلاندفورد حيوانات ليليّة النشاط بشكل رئيسي، كما أنها صيادة منفردة لا تظهر تغيّرا في نمط حياتها مع تغيّر الفصول، وعادة ما تنشط هذه الحيوانات مباشرة بعد الغسق وخلال الليل بأكمله. وفي إسرائيل حيث تمّت دراسة هذه الحيوانات، تبيّن بأن كثافة أعدادها تصل إلى ثعلبين في الكيلومتر المربّع، وتعتبر الثعالب الأفغانية أحد الأنواع القليلة من الثعالب التي تقدر على تسلّق الأشجار والأجراف الصخرية عموديا وبسهولة، وتستخدم أذيالها الطويلة للتوازن عند قيامها بذلك أو عند القفز.

### التناسل
تتزاوج الثعالب الأفغانية خلال شهر ديسمبر حتى فبراير، وهي حيوانات أحادية التزاوج تكتفي بشريك واحد طيلة حياتها. تدوم فترة الحمل من 50 إلى 60 يوما تلد الأنثى بعدها بطنا يتألف من جرو واحد إلى 3 جراء، وترضع الصغار لما بين 30 و45 يوما وتبقى تعتمد على أمها حتى تصبح قادرة على إيجاد طعامها بأنفسها. وتولد الصغار غير مكتملة جزئيّا في جحر معزول ومحصّن حيث تنمو تحت رعاية الأم، وفي هذا النوع من الثعالب قد يساعد الذكر أنثاه على تربية الصغار (تمت مشاهدة الذكر وهو يداعب الجراء في بعض الأحيان)، ولو كان ذلك عن طريق مجرّد الدفاع عن الحوز الذي يؤمن لها كفايتها من الطرائد ومنع الثعالب الأخرى من الدخول إليه، وذلك يعود إلى سبب رئيسي هو أن هذه الثعالب الأحادية التزاوج نادرا مع يتقاطع حوزها مع حوز غيرها من الثعالب.
تبقى الصغار في المنطقة التي ولدت فيها حتى حلول أكتوبر أو نوفمبر من نفس السنة، ويبلغ أمد حياة هذه الحيوانات ما بين 4 إلى 5 سنوات ولا يتخطى 10 سنوات في البرية أبدا حيث أن معظمها ينفق لأسباب طبيعية أهمها العجز وداء الكلب.

### الحمية
الثعالب الأفغانية حيوانات قارتة (آكلة لكل شيء) تقتات على الحشرات والفاكهة إجمالا، وتتضمن طريدتها أنواعا مختلفة من الحشرات مثل الخنافس، الجراد، الجنادب، النمل، والنمل الأبيض، كما وتأكل أنواعا مختلفة من الفاكهة البريّة، وقد ظهر من التحاليل التي جرت على إحدى عينات برازها أن 10% من حميتها يتألف من مصادر نباتيّة، وفي باكستان يعرف عنها بأنها تأكل بعض المحاصيل الزراعية مثل البطيخ والعنب والزيتون الروسي.
تميل الثعالب الأفغانية إلى أن تصطاد بمفردها معظم الوقت، وحتى الأزواج منها تميل أن يبحث كل منها عن الطعام على حدى، ونادرا ما تخزن طعامها. ولا تحتاج هذه الحيوانات إلى الشرب غالبا، بل تحصل على حاجتها من الماء من العصارات التي تحصل عليها من طعامها.

### علاقة النوع بالبيئة حوله
تساعد الثعالب الأفغانية على التحكم بأعداد الحشرات المتزايدة، كما الثدييات الصغيرة مثل القوارض التي تسبب مشاكل للمزارعين، وبما أنها تقتات على الفاكهة فإنها على الأرجح تلعب دورا في نشر البذور. يعتبر الإنسان الخطر الأساسي على هذه الحيوانات كما الثعالب الحمراء (على الرغم من تسجيل حالة واحدة فقط لثعلب أحمر يقتل فيها ثعلبا أفغانيا)، ولا تعتبر هذه الحيوانات متملّصة، حيث يسهل القبض عليها بما أنها لا تظهر خوفا من الإنسان أو الأفخاخ.

## المخاطر والحفاظ على النوع

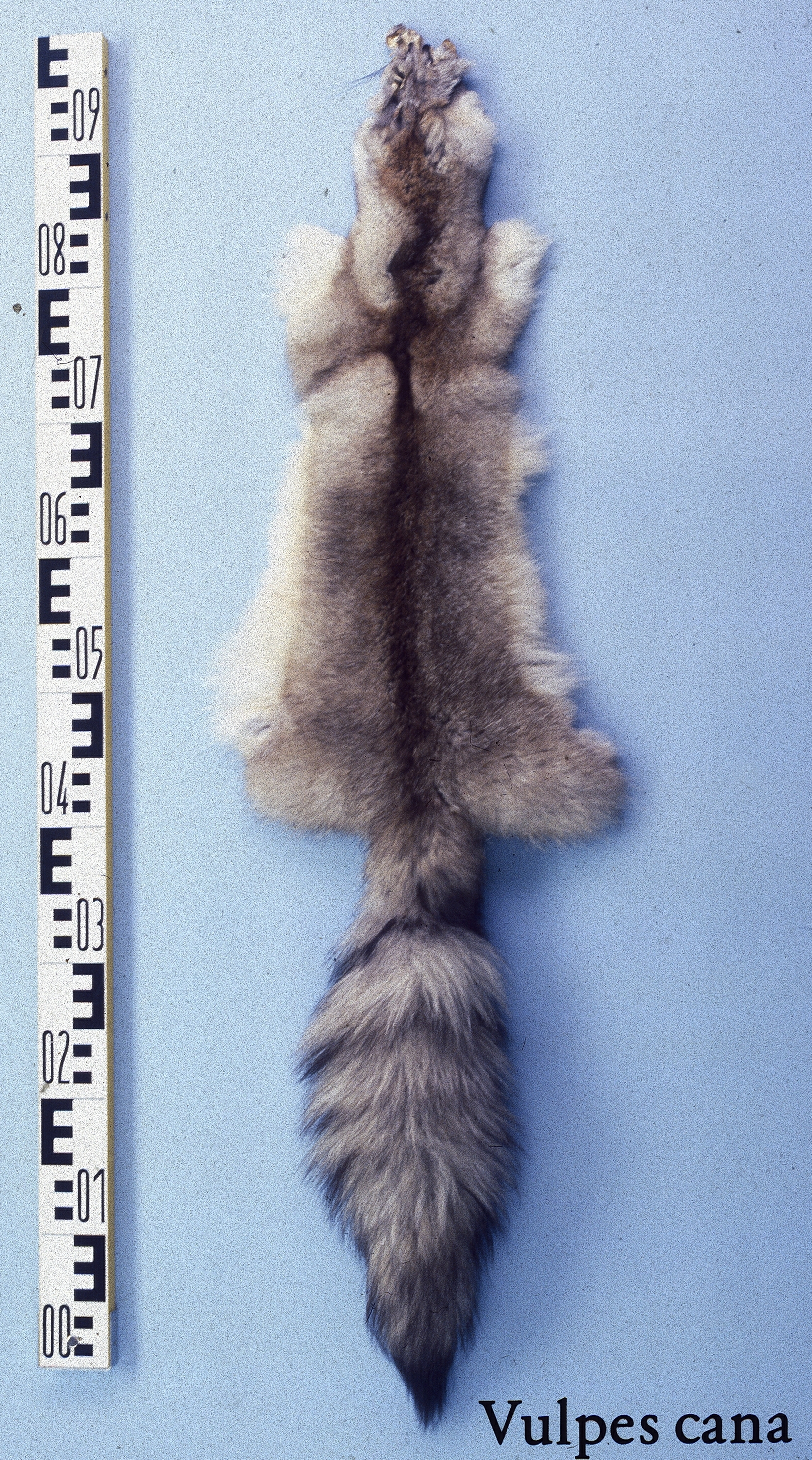
جلد ثعلب أفغاني

ينتشر الثعلب الأفغاني بشكل وافر في جنوبي شرق إسرائيل، أما أعداده في الدول المجاورة فلا تتوافر معطيات كافية بشأنها، حيث يُعتقد بأن هناك أقل من 1,000 فرد بالغ متبقي في البرية. تعدّ معظم المناطق التي تقطنها هذه الحيوانات في إسرائيل محميّة، إلا أن هناك قلقا من أن يؤدي التغيّر في سياسة الدولة إلى تغيير الوضع القانوني لصحراء يهودا، أي جعلها منطقة مسموح بها الصيد، وباللإضافة لذلك فإن تطوير المناطق المحيطة بالبحر الميت والصحاري في الإمارات يُحتمل بأن يهدد هذه الثعالب على المدى البعيد. تُصاد الثعالب الأفغانية للحصول على فرائها، ولكن هذه التجارة تبقى غير ذات أهميّة ومحصورة بأفغانستان فقط، وما يزيد من سهولة صيد هذه الحيوانات أنها فضوليّة ولا تخشى الإنسان بحق، مما يجعل من اليسير الإمساك بها.
يمكن العثور على الثعالب الأفغانية في العديد من المناطق المحمية في إسرائيل، عُمان، والأردن، بما فيها منتزهيّ عين جدي وجبال إيلات القوميين في جنوب إسرائيل، ومركز الشارقة لإكثار الحيوانات العربية المهددة في الإمارات. تضع الاتفاقية الدولية لحظر الإتجار بالأنواع المهددة (CITES) هذه الحيوانات على قائمتها، حيث تصنفها على أنها ليست مهددة حاليا بالانقراض، إلا أنها قد تصبح كذلك بحال لم يتم تنظيم التجارة بها وبأعضائها. وحدها إسرائيل الدولة التي وقعت على تلك الاتفاقية لتنظيم التجارة بهذه الحيوانات، أما الدول الأخرى فلا تتوافر معطيات كافية بشأن كيفية تجارتها بهذه الفصيلة. يُمنع صيد، أسر، أو بيع هذه الحيوانات في إسرائيل منعا تاما، وكي يستطيع المرء الاحتفاظ بحيوان منها فعليه الحصول على أذن من إدارة المحميّات الطبيعيّة الإسرائلية. تحظى هذه الحيوانات كذلك الأمر بالحماية في كل من الأردن وعُمان حيث يُمنع صيدها منعا باتّا، أما في دول مصر، السعودية، الإمارات، إيران، أفغانستان، وباكستان فلا تتمتع هذه الحيوانات بأي شكل من أشكال الحماية. يُحتفظ بالثعالب الأفغانية في بعض المنشآت التي تهدف لإكثار الحيوانات المهددة مثل مركز هايبار بالقرب من مدينة إيلات في إسرائيل، ومركز الشارقة لإكثار الحيوانات العربية المهددة، وفي السنوات القليلة الماضية كان يُحتفظ بزوج منها في حديقة حيوانات جامعة تل أبيب. وقد تناسلت هذه الحيوانات بشكل جيّد في كل تلك المنشآت السالفة الذكر مما يعني أن إنقاذ هذه الثعالب من خطر الانقراض (بحال تعرضت له) ممكن في المستقبل.